# Anders Pihlström
Anders Pihlström, född omkring 1677, möjligen i Falun, död 21 oktober 1729 i Hesse, Stora Tuna socken, var en svensk militär och dagboksförfattare.
Anders Pihlström var son till vedgillaren och strandridaren vid Vedkontoret Erik Pihlström. Han studerade på 1690-talet vid Västerås skola, blev mönsterskrivare vid Mora kompani 1700 och senare samma år även vid Gagnefs kompani. Han blev fältväbel vid Dalregementet 1702 och fänrik 1707. Han deltog i Karl XII:s fälttåg mot Ryssland 1708–1709, tillfångatogs i slaget vid Poltava 1709 och satt fången till fredsslutet. Vid hemkomsten 1723 fick han löjtnants titel. Under ryska fälttåget och i fångenskapen förde Pihlström en dagbok, som gjort hans namn känt. Dagboken utgavs under titeln Anders Pihlströms dagbok 1708–1723 (Historiska handlingar, 18:4, 1903). Särskilt värdefulla är de som bihang tillfogade personaluppgifterna om fångna svenska officerare i Ryssland. Hans uppgifter ger en god bild av livet för fångarna i Ryssland. Han skildrade även de olika folk han kom i kontakt med i Sibirien. Dagbokens skildring av fälttåget 1708–1709 är inte av något betydelsefullt krigshistoriskt värde, men går ändå inblick i vissa förhållanden för soldaterna.